# Saginaw County
Saginaw County ist ein County im Bundesstaat Michigan der Vereinigten Staaten. Der Verwaltungssitz (County Seat) ist Saginaw. Das U.S. Census Bureau hat bei der Volkszählung 2020 eine Einwohnerzahl von 190.124 ermittelt.

## Geographie
Das County liegt etwas südöstlich des geographischen Zentrums der Unteren Halbinsel von Michigan, ist im Nordosten etwa 15 km vom Lake Huron, einem der 5 großen Seen, entfernt und hat eine Fläche von 2113 Quadratkilometern, wovon 18 Quadratkilometer Wasserfläche sind. Es grenzt im Uhrzeigersinn an folgende Countys: Bay County, Tuscola County, Genesee County, Shiawassee County, Gratiot County und Midland County.
Das County wird vom Office of Management and Budget zu statistischen Zwecken als Saginaw, MI Metropolitan Statistical Area geführt.

## Geschichte
Saginaw County wurde 1822 aus Teilen des Oakland County gebildet. Benannt wurde es nach einem indianischen Ausdruck.
40 Bauwerke und Stätten des Countys sind im National Register of Historic Places eingetragen (Stand 28. Januar 2018).

## Demographische Daten

Alterspyramide des Saginaw Countys (Stand: 2000)

Nach der Volkszählung im Jahr 2000 lebten im Saginaw County 210.039 Menschen in 80.430 Haushalten und 55.818 Familien. Die Bevölkerungsdichte betrug 100 Einwohner pro Quadratkilometer. Ethnisch betrachtet setzte sich die Bevölkerung zusammen aus 75,33 Prozent Weißen, 18,62 Prozent Afroamerikanern, 0,41 Prozent amerikanischen Ureinwohnern, 0,80 Prozent Asiaten, 0,01 Prozent Bewohnern aus dem pazifischen Inselraum und 2,88 Prozent aus anderen ethnischen Gruppen; 1,95 Prozent stammten von zwei oder mehr Ethnien ab. 6,70 Prozent der Bevölkerung waren spanischer oder lateinamerikanischer Abstammung.
Von den 80.430 Haushalten hatten 32,7 Prozent Kinder unter 18 Jahren, die bei ihnen lebten. 50,2 Prozent waren verheiratete, zusammenlebende Paare, 15,4 Prozent waren allein erziehende Mütter und 30,6 Prozent waren keine Familien. 26,0 Prozent waren Singlehaushalte und in 10,4 Prozent lebten Menschen im Alter von 65 Jahren oder darüber. Die Durchschnittshaushaltsgröße betrug 2,54 und die durchschnittliche Familiengröße lag bei 3,06 Personen.
26,6 Prozent der Bevölkerung waren unter 18 Jahre alt. 9,0 Prozent zwischen 18 und 24 Jahre, 27,6 Prozent zwischen 25 und 44 Jahre, 23,2 Prozent zwischen 45 und 64 Jahre und 13,5 Prozent waren 65 Jahre oder älter. Das Durchschnittsalter betrug 36 Jahre. Auf 100 weibliche Personen kamen 92,5 männliche Personen. Auf 100 Frauen im Alter von 18 Jahren und darüber kamen statistisch 88,4 Männer.
Das jährliche Durchschnittseinkommen eines Haushalts betrug 38.637 USD, das Durchschnittseinkommen einer Familie 46.494 USD. Männer hatten ein Durchschnittseinkommen von 40.514 USD, Frauen 25.419 USD. Das Prokopfeinkommen betrug 19.438 USD. 11,0 Prozent der Familien und 13,9 Prozent der Bevölkerung lebten unterhalb der Armutsgrenze.